# Самшит
Самши́т, бушпан, букс, букшпан (Buxus) — рід рослин родини самшитових (Buxales). Самшит в природі зустрічається в Південній та Західній Європі, Східній, Південній та Західній Азії, Африці, на Мадагаскарі, півночі Південної Америки, в Центральній Америці, Мексиці. Більшість видів тропічні або субтропічні, лише деякі європейські та азійські види стійкі до морозів. Відомо 100 видів.
Це вічнозелені кущі й деревця, що повільно ростуть і виростають до висоти 2-12 м (зрідка 15 м). Наукова родова назва роду походить від грец. buxe — щільний — і вказує на виняткову щільність й твердість деревини.

## Поширення й екологія
Виділяють три значних ареали:
- африканський — у лісах і лісостепах на південь від екваторіальної Африки та на Мадагаскарі,
- центрально-американський — у тропіках і субтропіках на південь від північної частини Мексики та на Кубі (25 ендемічних видів); американські види — найбільш крупнолисті рослини роду, часто досягають розміру дерев середньої величини (до 20 м),
- євро-азійський — від Британських островів через Південну Європу, Малу та Передню Азію, Китай до Японії та Суматри.

Ареал самшитів постійно скорочується внаслідок вирубувань.
Самшити досить невибагливі рослини: вони ростуть на кам'янистих завалах, на узліссях лісів, у чагарникових хащах і темних листяних лісах. Дуже тіньовитривалі, але й теплолюбні. В природі живуть на слабокислих ґрунтах. Можуть підмерзати, особливо верхні нові паростки. Тому їх підстригають навесні. З самшиту створюють живоплоти, садячи рослини одна від одної на відстані 15-25 см. Іноді саджають в шаховому порядку, таким чином щільність загороді буде досить густа. Однак, через повільне зростання годиться для малих живоплотів або топіарних форм невеликих розмірів.

## Ботанічний опис

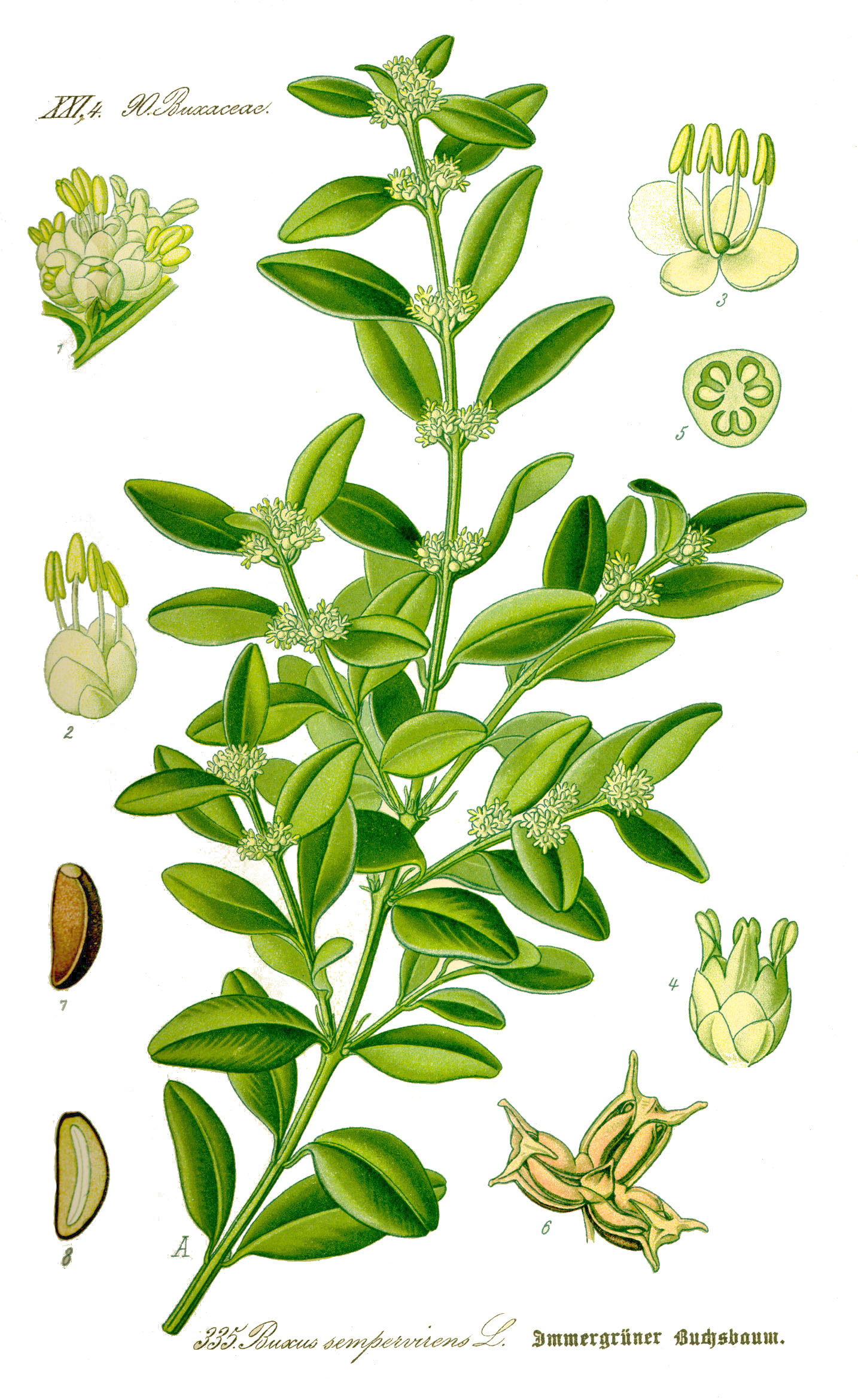
Самшит вічнозелений.

Листя — супротивне, від еліптичних до майже круглястих, цілокрайні, шкірясті.
Квіти — дрібні, однополі, в пазухових суцвіттях, ароматні.
Плоди — тригніздова коробочка, яка при достиганні розтріскується та розкидає чорне блискуче насіння.

## Значення та застосування
Самшит — одна з найдавніших декоративних рослин, яку використовують для озеленення та в декоративному садівництві. Цінують за густу красиву крону, блискуче листя та здатність добре переносити стрижку, що дає можливість створювати з них живоплоти та бордюри, а також вигадливі фігури, що довго зберігають форму.
Католики в країнах Західної Європи та православні християни Грузії прикрашають гілками самшиту свої помешкання на вербну неділю.

### Деревина

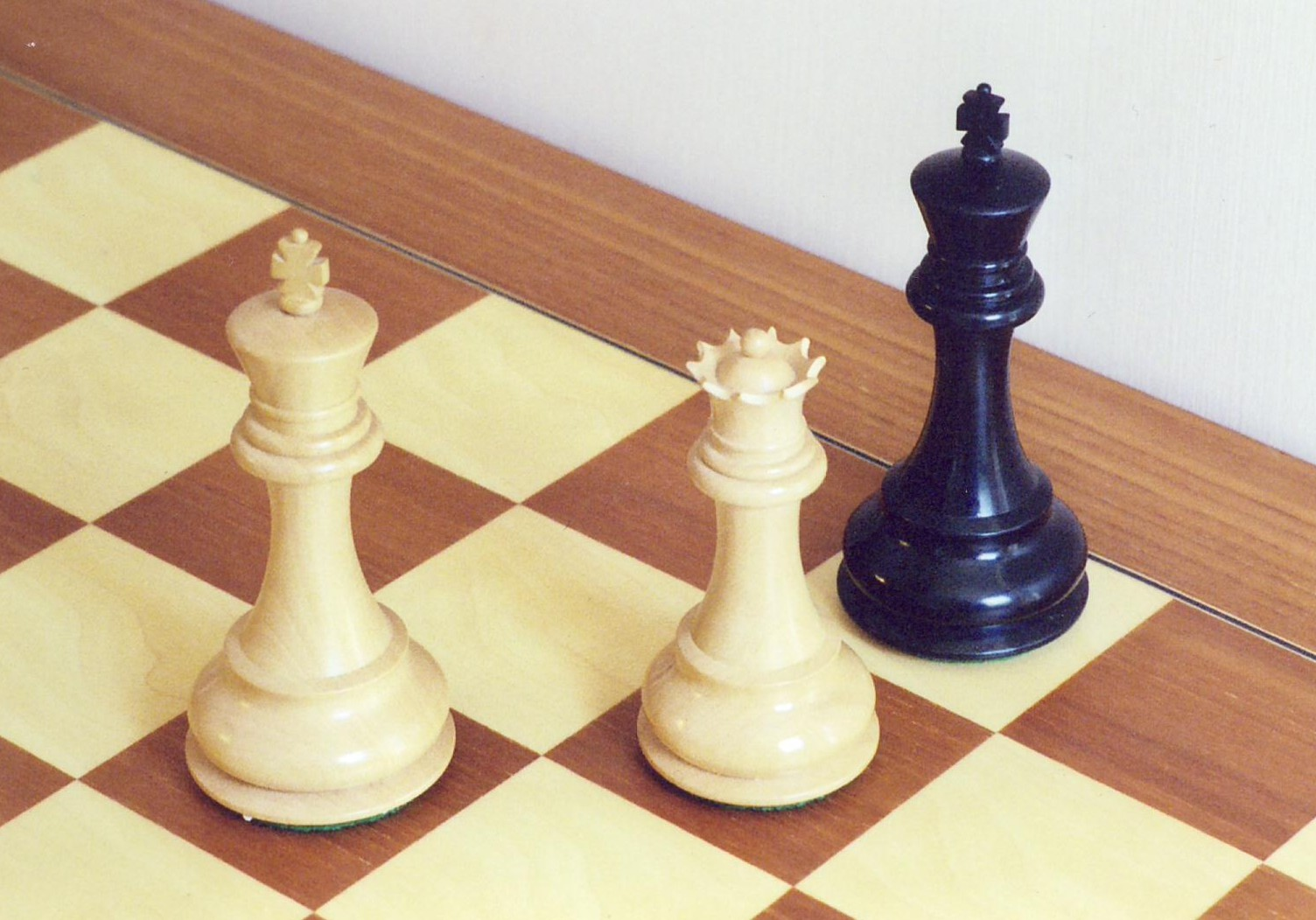
Білі шахові фігури зроблені з самшиту

Самшит — без'ядрова порода. Це означає, що у свіжозрубаному дереві відмінність за кольором між заболонню та стиглою деревиною майже непомітна. Висушена деревина самшиту має рівномірне матове забарвлення від світло-жовтого до воскового кольору, який мало темніє з часом, і має однорідну будову з вузькими річними шарами. Судини дрібні, поодинокі, неозброєним оком не видно. Серцеві промені практично не помітні на розрізах. На смак деревина трохи гірка, особливого запаху немає.
Деревина самшита найміцніша і найщільніша з усіх, що зустрічаються в Європі. Її щільність від 830 кг/м³ (повністю суха) до 1300 кг/м³ (свіжозрубана), а твердість від 58 Н/мм² (радіальна) до 112 Н/мм² (торцева).

## Шкідники
В Європі для різних видів самшиту шкідником є самшитова вогнівка, гусінь якої знищує зелену масу рослин.